# Lumle
Lumle (nep. लुम्ले) – gaun wikas samiti w zachodniej części Nepalu w strefie Gandaki w dystrykcie Kaski. Według nepalskiego spisu powszechnego z 2001 roku liczył on 1059 gospodarstw domowych i 4916 mieszkańców (2586 kobiet i 2330 mężczyzn).